# حباب‌های صورتی بوزینه می‌شوند
حباب‌های صورتی بوزینه می‌شوند (به انگلیسی: Pink Bubbles Go Ape) عنوان چهارمین آلبوم استودیویی از گروه پاور متال هلووین است که در مارس ۱۹۹۱ منتشر شد. ضبط و انتشار این آلبوم با جدایی نوازنده گیتار گروه، کای هانسن و جایگزینی او با رولند گراپوف همراه بود.
حال و هوای این آلبوم به نسبت آلبوم‌های پیشین هلووین، آرام‌تر، احساسی‌تر و حاوی مضامین حماسی کمتری است، تغییری که در آلبوم بعدی گروه یعنی آفتاب‌پرست نیز دنبال شده‌است.

## فهرست آهنگ‌ها
| شماره | نام آهنگ                                  | آهنگساز(ان)    | مدت  |
| ----- | ----------------------------------------- | -------------- | ---- |
| ۱     | «حباب‌های صورتی بوزینه می‌شوند»             | کیسکه          | ۰:۳۶ |
| ۲     | «کودکان سده»                              | کیسکه          | ۳:۵۱ |
| ۳     | «پشت خیابان‌ها»                            | کیسکه/گراپوف   | ۳:۲۳ |
| ۴     | «شماره یک»                                | ویکاث          | ۵:۱۳ |
| ۵     | «همسترهای هوی متال»                       | ویکاث/کیسکه    | ۳:۲۸ |
| ۶     | «رفتن به خانه»                            | کیسکه          | ۳:۵۱ |
| ۷     | «کسی می‌گرید»                              | گراپوف         | ۴:۱۸ |
| ۸     | «گونه انسان»                              | کیسکه/گراپوف   | ۶:۱۸ |
| ۹     | «من کارم را درست انجام می‌دهم، آدم دیوانه» | گروسکوپف/کیسکه | ۳:۳۹ |
| ۱۰    | «شانس»                                    | گراپوف         | ۳:۴۷ |
| ۱۱    | «چرخش تو»                                 | کیسکه          | ۵:۳۸ |

### قطعه‌اهدایی در نسخه ژاپن
| شماره | نام آهنگ     | آهنگساز(ان) | مدت  |
| ----- | ------------ | ----------- | ---- |
| ۱۲    | «گه و خرچنگ» | گروسکوپف    | ۴:۰۸ |

### قطعه‌های‌اهدایی در نسخه ای‌پی
| شماره | نام آهنگ                      | آهنگساز(ان) | مدت   |
| ----- | ----------------------------- | ----------- | ----- |
| ۱۲    | «کفش‌های چرمی آبی»             | کارل پرکینز | ۲:۳۶  |
| ۱۳    | «گه و خرچنگ»                  | گروسکوپف    | ۴:۰۸  |
| ۱۴    | «گردشگاه‌های هامبورگ»          | ویکاث       | ۵:۴۷  |
| ۱۵    | «از پس تعقیب کنندگان می‌گریزی» | گروسکوپف    | ۳:۵۴۳ |

## اعضای گروه
- مایکل کیسکه - خواننده
- مایکل ویکاث - گیتار
- رولند گراپوف - گیتار
- مارکوس گروسکوپف - گیتار باس
- اینگو اشویشتنبرگ - درامز